# Комеди Франсез
«Комеди́ Франсе́з» (фр. Comédie-Française), известный также как Теа́тр-Франсэ́ или Францу́зский Теа́тр (фр. Théâtre-Français) — единственный во Франции репертуарный театр, финансируемый правительством. Расположен в центре Парижа, в 1-м административном округе города, во дворце Пале-Рояль. Основан в 1680 году декретом короля Людовика XIV. Неофициальное название театра — «Дом Мольера», поскольку до учреждения «Комеди Франсез» во дворце Пале-Рояль выступала труппа Мольера (1661—1673 годы).

## Постановки
- 1718 — трагедия «Эдип» Вольтера
- 1775 — комедия «Севильский цирюльник» Бомарше
- 1778 — трагедия «Ирена» Вольтера
- 1784 — пьеса «Женитьба Фигаро» Бомарше

## История

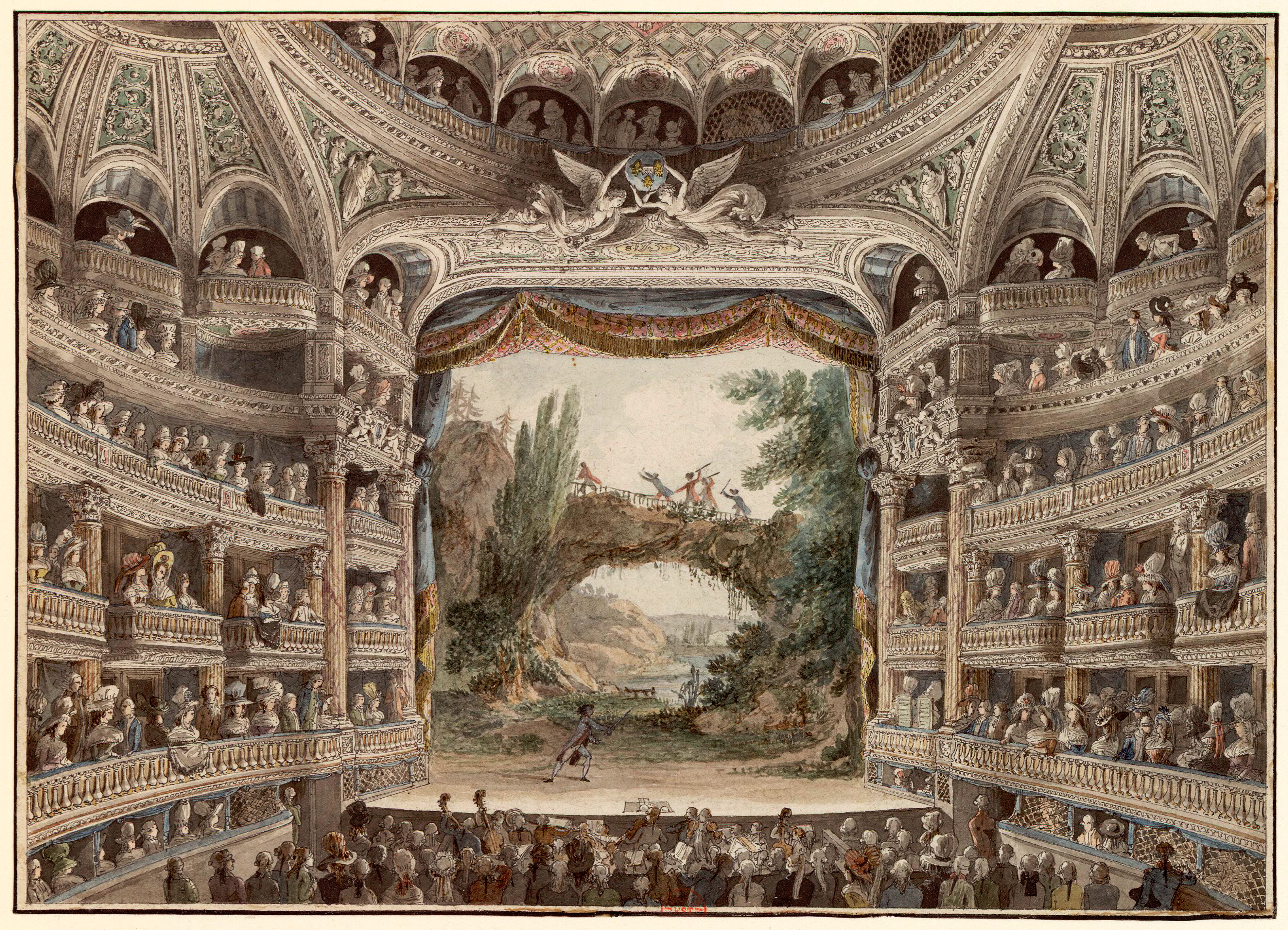
Спектакль в Комеди-Франсез
А. Мёнье. Акварель

После смерти Мольера в Париже существовало два театра — мольеровский «Отель Генего» и конкурировавший с ним «Бургундский отель», специализировавшийся на постановке трагедий. Декрет Людовика XIV, изданный летом 1680 года, объединил эти два театра. 25 августа того же года совместная труппа дала первое представление.
В сентябре 1793 года театр был закрыт декретом революционного Комитета общественного спасения, а актёры заключены в тюрьму.
3 (15) октября 1812 года Наполеон I, находясь в Москве, утвердил устав театра «Комеди Франсез», который с некоторыми поправками действует до сих пор.
В апреле 1954 года театр впервые выступал на гастролях в СССР с произведениями классической французской драматургии — в Москве («Тартюф», «Мещанин во дворянстве», «Сид») и Ленинграде («Мещанин во дворянстве»).
В программке спектакля указывается порядковый номер этого представления, отсчёт ведётся от первых спектаклей XVII века.
«Комеди Франсез» завоевал славу крупнейшего театра Франции. Однако развитие этого учреждения тормозилось консервативными позициями королевского двора. В течение XVIII века в театре происходил процесс размежевания между придворно-дворянской и демократическо-просветительской тенденциями классицизма.

## Известные артисты
В хронологическом порядке, с указанием лет карьеры в театре
- Мари Дюмениль (1737—1776)
- Ипполита Клерон (1743—1765)
- Анри-Луи Лёкен (с 1750)
- Превиль (1753—1786)
- Мари-Мадлен Гимар (1758—1761)
- Жак-Мари Буте (1770—1781)
- Рокур (1772—1793; 1799—1815)
- Дазенкур (с 1776)
- Франсуа-Жозеф Тальма (1787—?; 1799—?)
- Жанна Сильвани Арну-Плесси (1834—1845; 1855—1876)
- Леонтина Фэй (1835—1847 с перерывами)
- Брохан, Огюстина (1836—1868)
- Элиза Рашель Феликс (с 1838)
- Эдмон Го (1844—1894)
- Бенуа-Констан Коклен (1860—1885)
- Сара Бернар (1862—1866; 1872—1880)
- Эрнест Александр Оноре Коклен (1868—1875; 1876—?)
- Жан-Сюлли Муне (1872—?)
- Жанна Самари (1874—1890)
- Вормс, Густав Ипполит (1883—1901)
- Жизель Казадезюс (1934—2011)
- Луи Сенье (1939—1971)
- Мирей Перри (1942—1947)
- Ремю (1943—1946)
- Жан Маре (конец 1940-х)
- Жанна Моро (1947—2017)
- Мария Казарес (1952—1954)
- Жак Тожа (1954—1996)
- Жорж Декриер (1955—1996)
- Женевьева Казиль (с 1959)
- Николя Сильбер (1969—2010)
- Антуан Витез (1988—1990)